# 白花匹菊
白花匹菊（学名：Pyrethrum transiliense）为菊科匹菊属下的一个种。

## 扩展阅读
- 維基物種上的相關：白花匹菊